# Усадище-Дыми
Усадище-Дыми — деревня в Большедворском сельском поселении Бокситогорского района Ленинградской области.

## История
Первая деревянная церковь во имя Святителя Николая Чудотворца была построена здесь ранее 1582 года, а затем перестроена в 1792 году.
Погост Дыми обозначен на специальной карте западной части России Ф. Ф. Шуберта 1844 года.

ДЫМИ — село Дымского общества и при нём две усадьбы.

Крестьянских дворов — нет. Строений — 11, в том числе жилых — 5. ; В усадьбах: крестьянских дворов — нет. Строений — 8, в том числе жилых — 4. 

Число жителей по приходским сведениям 1879 г.: 8 м. п., 11 ж. п.; В усадьбах: жителей по приходским сведениям 1879 г.: 3 м. п., 2 ж. п.

УСАДИЩЕ-ДЫМИ — деревня Дымского общества, прихода села Дыми. 

Крестьянских дворов — 6. Строений — 16, в том числе жилых — 10. 

Число жителей по семейным спискам 1879 г.: 18 м. п., 14 ж. п.; по приходским сведениям 1879 г.: 18 м. п., 14 ж. п.

Новая деревянная церковь была построена в 1896 году. 
В конце XIX века — начале XX века деревня административно относилась к Большедворской волости 3-го земского участка 1-го стана Тихвинского уезда Новгородской губернии.

ДЫМСКИЙ — погост на церковной земле, число дворов — 3, число домов — 3, число жителей: 7 м. п., 6 ж. п.;
 
Занятия жителей — церковная служба, земледелие. Речка Дымца. 2 церкви, церковно-приходская школа. Смежен с усадьбой Усадище-Дыми
 
УСАДИЩЕ-ДЫМИ — деревня Дымского сельского общества, число дворов — 10, число домов — 13, число жителей: 32 м. п., 28 ж. п.;
 
Занятия жителей — земледелие, лесные заработки. Речка Дымца. Мелочная лавка. Смежна с погостом Дымским.
 
УСАДИЩЕ-ДЫМИ — усадьба А. Д. Харламова, число дворов — 3, число домов — 3, число жителей: 8 м. п., 8 ж. п.;
 
Занятия жителей — земледелие, лесные заработки. Речка Дымца. Смежна с погостом Дымским. (1910 год)

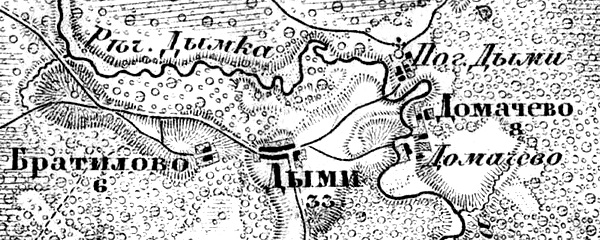
Деревня Усадище-Дыми на карте 1913 года

Согласно карте Новгородской губернии 1913 года, на месте современной деревни находился погост Дыми, в северной части погоста обозначена часовня.
С 1917 по 1918 год деревня Дыми-Усадище входила в состав Большедворской волости Тихвинского уезда Новгородской губернии.
С 1918 года, в составе Череповецкой губернии.
С 1924 года, в составе Пригородной волости.
С 1927 года, в составе Дымского сельсовета Тихвинского района.
С 1928 года, в составе Галичского сельсовета.
По данным 1933 года выселок Дыми входил в состав Галичского сельсовета Тихвинского района.
Храм был закрыт и снесён в 1938 году.
С 1952 года, деревня Дыми-Усадище в составе Бокситогорского района.
С 1954 года, в составе Большедворского сельсовета.
С 1963 года, вновь в составе Тихвинского района.
С 1965 года, вновь в составе Бокситогорского района. В 1965 году население деревни составляло 158 человек.
По данным 1966 и 1973 годов деревня Усадище-Дыми также входила в состав Галичского сельсовета Бокситогорского района.
По данным 1990 года деревня Усадище Дыми входила в состав Большедворского сельсовета.
В 1997 году в деревне Усадище Дыми Большедворской волости проживали 63 человека, в 2002 году — 9 человек (все русские). 
В 2007 году в деревне Усадище-Дыми Большедворского СП постоянного населения не было, в 2010 году проживали 4 человека.

## География
Находится в северо-западной части района к северу от автодороги А114 (Новая Ладога — Вологда).
Расстояние до административного центра поселения — 15 км.
Расстояние до ближайшей железнодорожной платформы Дыми — 5 км. 
Деревня находится на правом берегу реки Дымка.

## Демография
| 1997 | 2002 | 2007 | 2010 | 2017 |
| ---- | ---- | ---- | ---- | ---- |
| 63   | ↘9   | ↘0   | ↗4   | ↗6   |